# Bryotestua brevicuspis
Bryotestua brevicuspis är en bladmossart som beskrevs av Thériot och Potier de la Varde 1937. Bryotestua brevicuspis ingår i släktet Bryotestua och familjen Dicranaceae. Inga underarter finns listade i Catalogue of Life.